# Dawn Fraser
Dawn Lorraine Fraser AC, MBE (* 4. September 1937 in Balmain, New South Wales) ist eine ehemalige australische Schwimmerin.
Die 31-malige Landesmeisterin (23 Einzel- und 8 Staffelerfolge) gehört zu den erfolgreichsten und beliebtesten Sportlerinnen Australiens und dominierte ab Mitte der 1950er-Jahre die kurzen Freistildistanzen. Sie stellte zu ihrer aktiven Zeit 39 Schwimmweltrekorde (27 im Einzel und zwölf mit der Staffel) auf, unter anderem verbesserte sie zwischen 1956 und 1964 elfmal den Weltrekord über 100 m Freistil. Fraser war die erste Frau, die in dieser Disziplin die Minutengrenze unterbot. Bei den Olympischen Spielen war sie über ihre Paradestrecke auch die erste Frau, die dreimal in Folge (1956, 1960 und 1964) einen Schwimmwettbewerb gewinnen konnte. Von ihrem Trainer Harry Gallagher wurde sie als kraftvolle Athletin, aber auch als „vollkommen unkontrollierbar“ beschrieben. Fraser widersetzte sich Regeln und kam dadurch mehrfach mit Funktionären in Konflikt. Ihre Karriere wurde unfreiwillig 1965 durch eine zehnjährige Sperre seitens des australischen Schwimmverbands beendet. Diese konnte sie erst im Jahr 1970 erfolgreich juristisch anfechten. Fraser war zu diesem Zeitpunkt aber bereits zu alt, um ihre Laufbahn erfolgreich fortsetzen zu können.

## Leben

### Kindheit und Ausbildung
Dawn Fraser wurde als jüngstes von acht Kindern in Balmain (heute ein Stadtteil von Sydney) geboren und wuchs in einfachen Verhältnissen nahe dem Strand von Sydney auf. Ihr Vater Kenneth Fraser war Hafenarbeiter. Das rebellische, dünne Mädchen litt unter Asthma und chronischer Bronchitis und musste früh selbst zum Lebensunterhalt der Familie beitragen – alle Jungen wurden Zimmerleute, die Mädchen Schneiderinnen. Neben der täglichen Arbeit in einer Kleiderfabrik ging Fraser daneben oft abends einer Tätigkeit als Serviererin nach.
Die Frasers begeisterten sich allesamt für das Schwimmen und nutzten dafür den in der Nähe gelegenen Elkington Park in Sydney. Dawn fand in ihrem Bruder Don einen ersten Trainer, der sie morgens vor bzw. abends nach der Arbeit im Schwimmen unterrichtete. Nach Dons frühem Tod durch Leukämie übernahm ihr Cousin Chuck diese Aufgabe und empfahl sie an den aus Österreich eingewanderten Schwimmtrainer Harry Gallagher. Nach anfänglichem Zögern ließ ihre Familie sie als 16-Jährige zu Gallagher nach Adelaide ziehen, wo sie bessere Trainingsbedingungen vorfand. Sie schwamm bis zu 10 Kilometer am Tag und das dortige Klima linderte ihre Asthmabeschwerden. Ein erster Erfolg für Fraser war 1954 der Gewinn der Bronzemedaille bei den australischen Meisterschaften über 110 Yards (100,58 m), dem im Jahr darauf der erste Landesmeistertitel über die doppelte Distanz folgte.

### Aufstieg zur dominierenden Schwimmerin

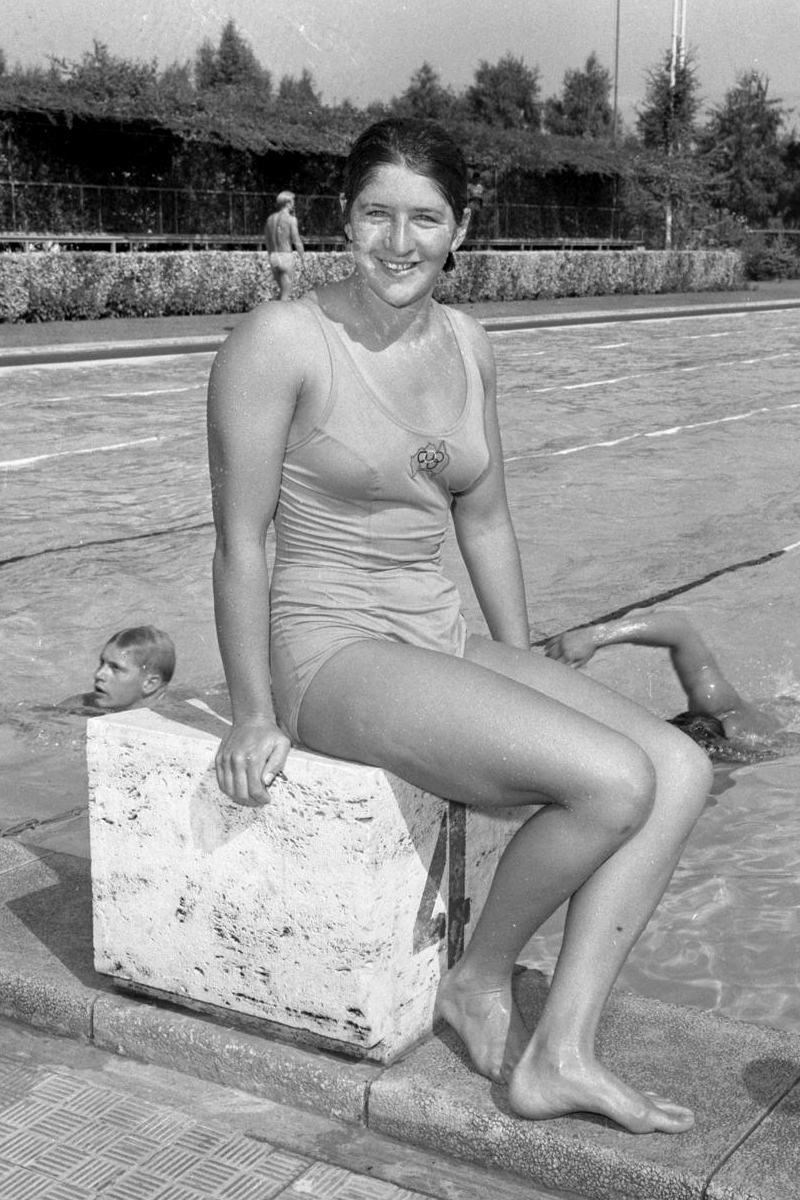
Dawn Fraser bei den Olympischen Spielen in Rom 1960

Am 21. Februar 1956 stellte Fraser mit 1:04,5 Minuten einen ersten Weltrekord über 100 m Freistil auf, indem sie die Bestmarke der Niederländerin Willie den Ouden nach 20 Jahren um eine Zehntelsekunde unterbot. Über 200 m Freistil erzielte sie vier Tage später mit 2:20,7 min ebenfalls eine neue Weltrekordzeit, die zuvor über 20 Jahre von der Dänin Ragnhild Hveger gehalten worden war. Ebenfalls erfolgreich war Fraser ein paar Monate später bei den Olympischen Spielen im heimischen Melbourne. Sie gewann die Goldmedaille über 100 m Freistil und die Silbermedaille über 400 m Freistil (zu ihrer aktiven Zeit handelte es sich um die einzigen olympischen Freistilwettbewerbe für Frauen). Mit der australischen Freistilstaffel wurde sie Olympiasiegerin über 4 × 100 m. Bei den Olympischen Spielen 1960 in Rom vier Jahre später gewann Fraser zwei weitere Staffelsilbermedaillen und wurde erneut Olympiasiegerin in ihrer Paradedisziplin 100 m Freistil. Über 400 m Freistil belegte sie krankheitsbedingt nur einen fünften Platz.
Am 27. Oktober 1962 schwamm Fraser während eines in Melbourne ausgetragenen Ausscheidungsrennens für die British Empire and Commonwealth Games die 110 Yards Freistil in 59,9 Sekunden. Sie war damit die erste Frau, die diese Strecke in einer Zeit unter einer Minute zurücklegte. Gleichzeitig hatte sie damit den Weltrekord über 100 Meter, eine zwei Fuß kürzere Strecke, aufgestellt. Im gleichen Jahr wurde sie mit der Sportler-des-Jahres-Auszeichnung von Associated Press geehrt. Ihre Bestzeit unterbot Fraser, die täglich bis zu 30 Zigaretten rauchte und sich als „beste Biertrinkerin Australiens“ bezeichnete („Ich bin keine Heilige Johanna im Schwimmerdreß.“), noch einmal am 29. Februar 1964 in Sydney (58,9 Sekunden).

### Letzter Olympiasieg in Tokio und Sperre durch den australischen Schwimmverband
Am 8. März 1964, kurz nach den australischen Meisterschaften in Sydney, erlitt Fraser einen Autounfall, als sie ihre Schwester nach Brighton-Le-Sands fahren wollte. Ihre mit im Wagen befindliche Mutter Rose Miranda wurde dabei getötet. Dawn Fraser trug schwere Verletzungen am Nacken und der Wirbelsäule davon, woraufhin sie neun Wochen lang ein Stahlkorsett tragen musste. Von den Überlegungen, ihre Schwimmkarriere zu beenden, nahm Fraser nach der großen öffentlichen Anteilnahme an dem persönlichen Schicksalsschlag von unter anderem Ministern und Sportlerkollegen wieder Abstand. Bei den Olympischen Spielen Ende des Jahres in Tokio triumphierte sie zum dritten Mal in Folge über 100 m Freistil und war damit die erste Schwimmerin, die dreimal in Folge Olympiagold in einem Einzelwettbewerb gewinnen konnte. Jeweils dreimal in einem Einzelschwimmwettbewerb bei den Olympischen Spielen zu triumphieren gelang bis heute ebenfalls nur der Ungarin Krisztina Egerszegi (1988, 1992 und 1996 über 200 m Rücken) und dem US-Amerikaner Michael Phelps (jeweils 2004, 2008 und 2012 über 100 m Schmetterling und 200 m Lagen). In Tokio konnte sie neben ihrem Einzeltitel noch die Silbermedaille mit der Freistilsprintstaffel gewinnen und brachte es auf insgesamt acht Olympiamedaillen. Es folgte die Auszeichnung zum Australian of the Year. Bei der Preisvergabe gab sie an, immer viele Meinungsverschiedenheiten mit Funktionären gehabt zu haben, aber immer für das gekämpft zu haben, an das sie glaubte: „Ich selbst als Individuum“. Im Jahr 1965 wurde sie in die Ruhmeshalle des internationalen Schwimmsports aufgenommen. Im selben Jahr erschien eine erste Biografie, die sie gemeinsam mit Harry Gordon verfasste (Gold Medal Girl; im Ausland unter dem Titel Below the Surface: Confessions of an Olympic Champion erschienen).
Die Spiele in Tokio waren für Fraser nicht ohne Störungen verlaufen. Sie hatte Probleme, mit dem neuen Olympiatrainer Terry Gathercole zusammenzuarbeiten, und weigerte sich, den offiziellen Badeanzug für die Wettkämpfe zu verwenden. Der australische Schwimmverband wiederum vermutete, dass Fraser ihre Mannschaftskolleginnen gegen Gathercole aufbringen wollte. Zu einem Zwischenfall kam es, als Fraser mit weiteren Kolleginnen im Übermut gegen Ende der Spiele eine vor dem Kaiserpalast angebrachte olympische Flagge als Andenken stahl. Sie wurde von der Polizei verhaftet und eine Nacht festgehalten. Im März 1965 folgte eine unbegründete zehnjährige Sperre durch den australischen Schwimmverband wegen „Disziplinlosigkeiten“, der Fraser keine Möglichkeit zur Anhörung gegeben hatte. Drei weitere Mannschaftskolleginnen kamen mit geringeren Strafen davon. In der australischen Öffentlichkeit als Skandal gewertet (unter anderem nannte Jack Renshaw, Premierminister von New South Wales, die Strafe „grausam“ und mit „Elementen des Hasses“ behaftet), prozessierte Fraser über mehrere Jahre gegen die Sperre. Ein Urteil, das die Sperre zurückwies, kam jedoch erst 1970 zustande, als die Schwimmerin schon zu alt für eine Fortsetzung ihrer Karriere war. 1968 hatte Fraser mit einem Journalisten um 100 Pfund gewettet, dass sie auf ihrer Spezialstrecke 100 m Freistil noch immer eine Zeit unter 1:02 min erreichen könnte. Von den Organisatoren als Ehrengast bei den Olympischen Spielen 1968 in Mexiko-Stadt eingeladen, schwamm sie nach nur zweimonatigem Training eine Zeit von 1:00,2 min. Dies hätte ihr im regulären Wettkampf die Silbermedaille hinter der US-amerikanischen Olympiasiegerin Jan Henne (1:00,0 min) eingebracht.

### Wirken nach Beendigung ihrer aktiven Karriere
Nach Beendigung ihrer Laufbahn als Schwimmerin, in der sie eigenen Angaben zufolge 16.000 Kilometer zurückgelegt und dabei 220 Tage gänzlich im Wasser verbracht hätte, arbeitete Fraser als Schwimmtrainerin mit Kindern zusammen. 1980 stellte sie sich öffentlich gegen den australischen Premierminister Malcolm Fraser, der für einen Olympiaboykott der australischen Mannschaft bei den Spielen in Moskau war, und warb in einer großen Solidaritätsaktion erfolgreich für finanzielle Unterstützung der Olympiateilnehmer, denen Gelder seitens der Regierung verwehrt geblieben waren. Eine Klage seitens Malcolm Frasers, dessen Argumentation Dawn Fraser öffentlich als „Unsinn“ bezeichnet hatte, scheiterte. Sie reiste daraufhin als Ehrengast nach Moskau.
Dawn Fraser heiratete 1965 Gary Ware aus Townsville. Die Ehe mit dem Buchmacher, den sie später als kontrollsüchtig und gewalttätig beschrieb, wurde drei Jahre später geschieden. Aus der Verbindung ging eine Tochter hervor, die bei Fraser aufwuchs. Sie betrieb unter anderem einen Pub in Sydney und war in den Jahren 1988 bis 1991 unabhängige Abgeordnete für ihre Heimatstadt Balmain im Parlament von New South Wales. Das Bassin im Elkington Park, in dem sie früher trainierte, wurde in „Dawn Fraser Pool“ umbenannt. In Australien wurden nach der beliebten Sportlerin unter anderem Narzissen-, Orchideen- und Rosenzüchtungen benannt.
1998 wurde Fraser der Titel des Officer of the Order of Australia verliehen und ein Jahr später in Wien gemeinsam mit dem US-amerikanischen Schwimmer Mark Spitz als „Wassersportler des Jahrhunderts“ ausgezeichnet. Bei der Eröffnungsfeier der Olympischen Spiele 2000 in ihrer Heimatstadt Sydney durfte Fraser die Fackel mit dem olympischen Feuer in das Olympiastadion tragen.
2001 veröffentlichte Fraser unter dem Titel Dawn: One Hell of a Life ihre Autobiografie. Sie berichtete darin offen über lesbische Beziehungen, unter anderem mit der australischen Schriftstellerin Joy Cavill († 1990). Cavill hatte 1979 das Drehbuch zur Filmbiografie Die Schwimmerin (Originaltitel: Dawn!) mit Bronwyn Mackay-Payne als Titelheldin verfasst, an der Fraser als technische Beraterin beteiligt war. Ebenfalls gab Fraser in ihrem Buch Auskunft über eine gescheiterte Liebesbeziehung zu dem bekannten australischen Rugbyspieler Graeme Langlands und eine Vergewaltigung durch einen polnischen Seemann.
2011 sprach sich Fraser in Australiens Flaggenfrage gemeinsam mit elf weiteren früheren Titelträgern der Preisverleihung Australian of the Year (unter anderem Tim Flannery, Gustav Nossal, Robert de Castella, Shane Gould und Evonne Goolagong) für eine Änderung der Landesflagge aus.

## Aufgestellte Weltrekordbestzeiten
| Disziplin          | Zeit       | Datum            | Ort                                                                        |
| ------------------ | ---------- | ---------------- | -------------------------------------------------------------------------- |
| 100 m Freistil     | 58,9 s     | 29. Februar 1964 | Sydney                                                                     |
| 200 m Freistil     | 2:11,6 min | 27. Februar 1960 | Sydney                                                                     |
| 4 × 100 m Freistil | 4:16,2 min | 6. August 1960   | Townsville (gemeinsam mit Alva Colquhoun, Lorraine Crapp und Ilsa Konrads) |

## Auszeichnungen
- 1962: Sportlerin des Jahres von Associated Press
- 1964: Australian of the Year
- 1965: Aufnahme in die International Swimming Hall of Fame
- 1967: Order of the British Empire (MBE)[20]
- 1975: „Beste Sportlerin der letzten 25 Jahre“[20]
- 1981: Olympischer Orden[2]
- 1983: „Australiens größte Olympionikin“[20]
- 1985: Aufnahme als erste Person in die Australian Sporting Hall of Fame[20]
- 1985: Aufnahme als erste Australierin in die American Women’s Sporting Foundation Hall of Fame[20]
- 1998: Officer of the Order of Australia
- 1999: „Wassersportlerin des Jahrhunderts“
- 2018: Companion of the Order of Australia